# شکنجه (فیلم ۱۹۷۸)
شکنجه با عنوانِ اصلیِ بدون بیهوشی (لهستانی: Bez znieczulenia) فیلمی درام به کارگردانی آندری وایدا است که در سال ۱۹۷۸ منتشر شد.
این فیلم در جشنواره فیلم کن ۱۹۷۹ به نمایش درآمد.

## بازیگران
- کریستیانا یاندا
- زبیگنیف زاپاشیه‌ویچ
- اوا داوکوفسکا
- آندژی سورین
- رومان ویلخلمی
- یرژی اشتور
- امیلیا کراکوفسکا
- کاژیمیش کاچور
- ایزابلا اولِـینیک
- کشیشتف زالسکی
- سیلوستر ماچیفسکی
- هالینا گولانکو
- گژگوش وُنس
- یاتسک کاوُتسکی
- وویچیخ ویسوتسکی
- میخاو کولا
- واندا استانیسوافسکا-لُت
- ماگدا تِـرِسا وویچیک
- توماش اشتوکینگر